# Börsenverein des Deutschen Buchhandels
Der Börsenverein des Deutschen Buchhandels ist ein eingetragener Verein mit Sitz in Frankfurt am Main, der die Interessen aller drei Handelsstufen im Buchhandel vertritt (Verlag als Hersteller, Zwischenbuchhandel als Großhandel, Sortimentsbuchhandel als verbreitender Buchhandel).

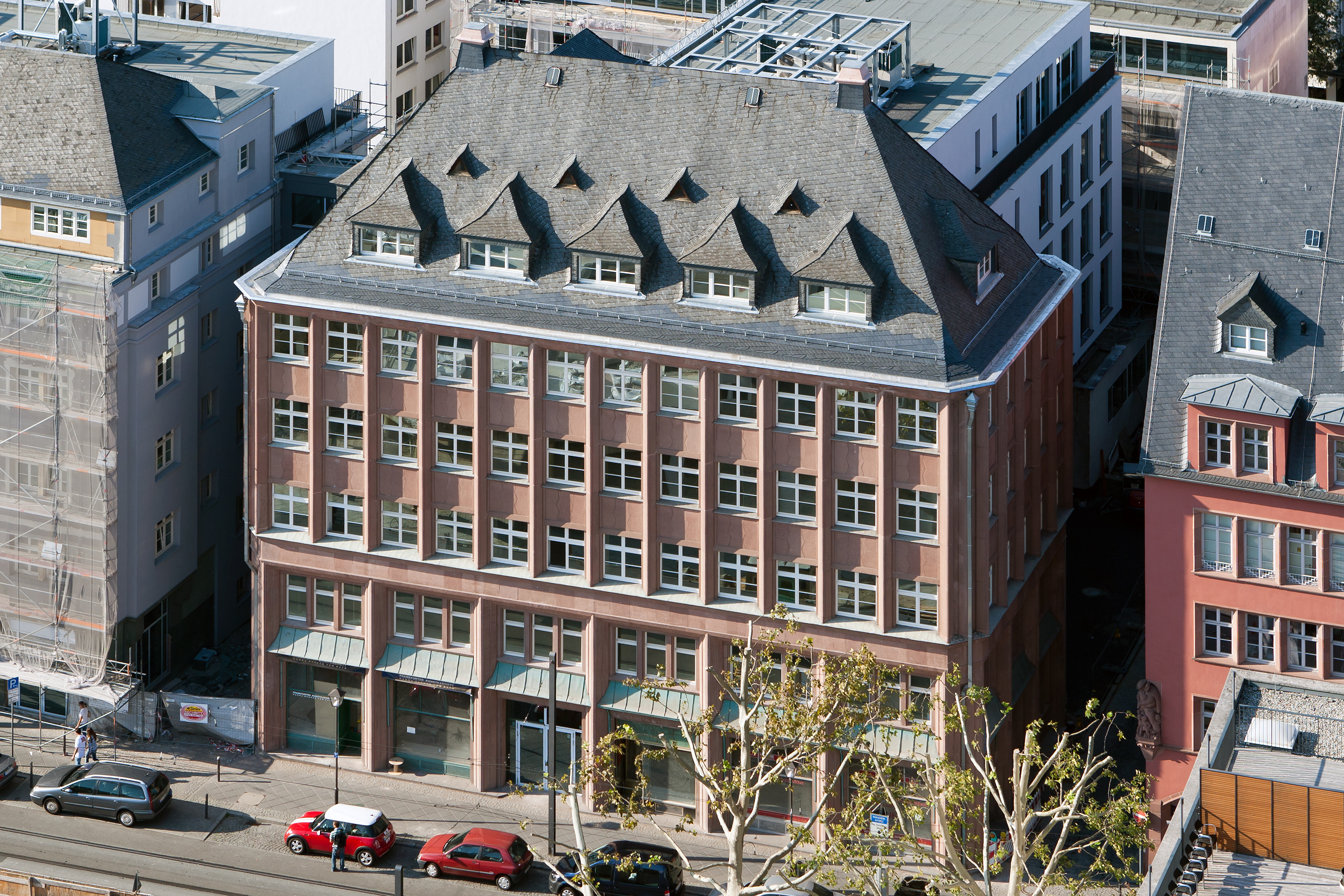
Börsenverein im Haus des Buches (Braubachstraße 14–16) (2011)

## Geschichte

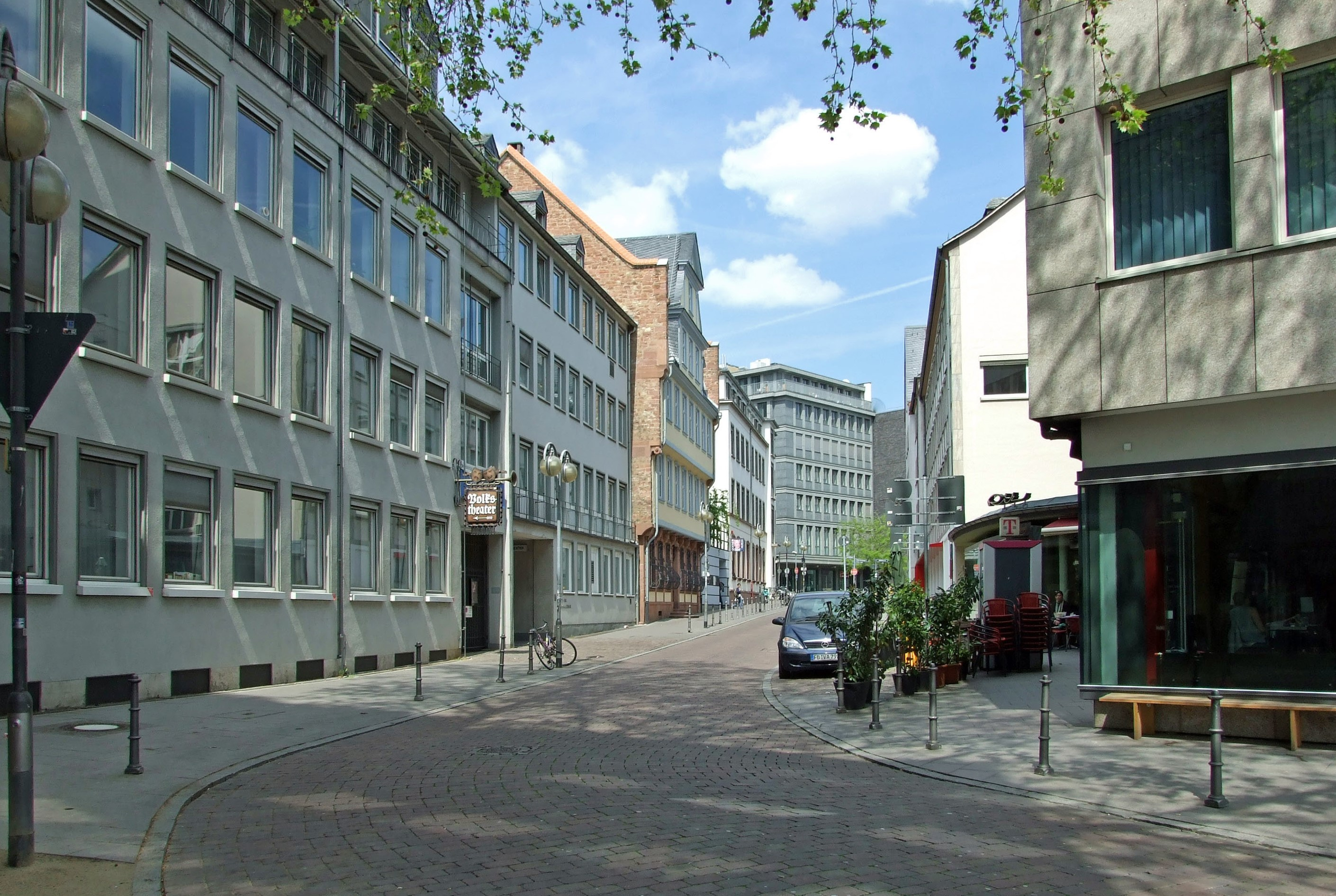
Ehemaliger Sitz des Börsenvereins im Großen Hirschgraben in Frankfurt am Main (mittig: das Goethe-Haus), 2008

Der Börsenverein des Deutschen Buchhandels ist die Nachfolgeorganisation des Börsenvereins der Deutschen Buchhändler, der 1825 in Leipzig gegründet wurde. Da dessen Sitz nach Ende des Zweiten Weltkriegs in der sowjetischen Besatzungszone lag, kam es zur Abspaltung. 1948 wurde die Arbeitsgemeinschaft Deutscher Verleger- und Buchhändler-Verbände in der amerikanischen und britischen Besatzungszone gegründet und später in Börsenverein Deutscher Verleger- und Buchhändlerverbände umbenannt. 1955 erhielt der Verband im Zuge einer Satzungsänderung seinen heutigen Namen. Die persönliche Mitgliedschaft wurde 1972 auf die institutionelle Mitgliedschaft umgestellt. Im Januar 1991 wurde der Leipziger Börsenverein der Deutschen Buchhändler mit dem Börsenverein des Deutschen Buchhandels fusioniert.
Bis Anfang 2012 war der Verein im Großen Hirschgraben 17–21 in Frankfurt am Main neben dem Goethe-Haus ansässig. Seit Februar 2012 haben der Verein und seine Tochtergesellschaften ihren Sitz in der Braubachstraße 16 in einem 1956 vom Architekten Otto Apel geplanten Gebäude, das mit mehreren Gebäuden in der unmittelbaren Nachbarschaft durch das Architektenbüro Scheffler + Partner umgebaut worden war.

## Aufbau
Der Verein besteht aus dem Bundesverband sowie sechs rechtlich eigenständigen Landesverbänden und der rechtlich dem Bundesverband zugehörigen Regionalgeschäftsstelle NRW. Die jährlichen Hauptversammlungen des Bundesverbandes (im Juni in Berlin) und der Landesverbände (jeweils im Frühjahr) sind die höchsten Organe. Die Entscheidungen für den Gesamtverein werden vom Länderrat getroffen, in dem der Vorstand des Bundesverbandes und die Vorsitzenden der Landesverbände paritätisch vertreten sind. Der Börsenverein vereint – weltweit einmalig – alle drei Handelsstufen unter einem Dach.
Das Vereinsorgan ist das neun Jahre nach Vereinsgründung erstmals herausgegebene Börsenblatt für den Deutschen Buchhandel.
Die Mitgliedschaft ist Buchhandelsunternehmen, Verlagen, Verlagsvertretern und ähnlichen branchennahen Körperschaften vorbehalten. Die Zahl der Mitglieder lag Ende 2019 bei 4376 (Stand: 31. Dezember 2019). An die Mitglieder vergibt der Verein die sogenannte Verkehrsnummer. Eine Öffnung für internationale Märkte bietet die Internationale Lokationsnummer (ILN). Der Verein hat ein Nummernkontingent für Buchhandlungen.

## Aufgaben

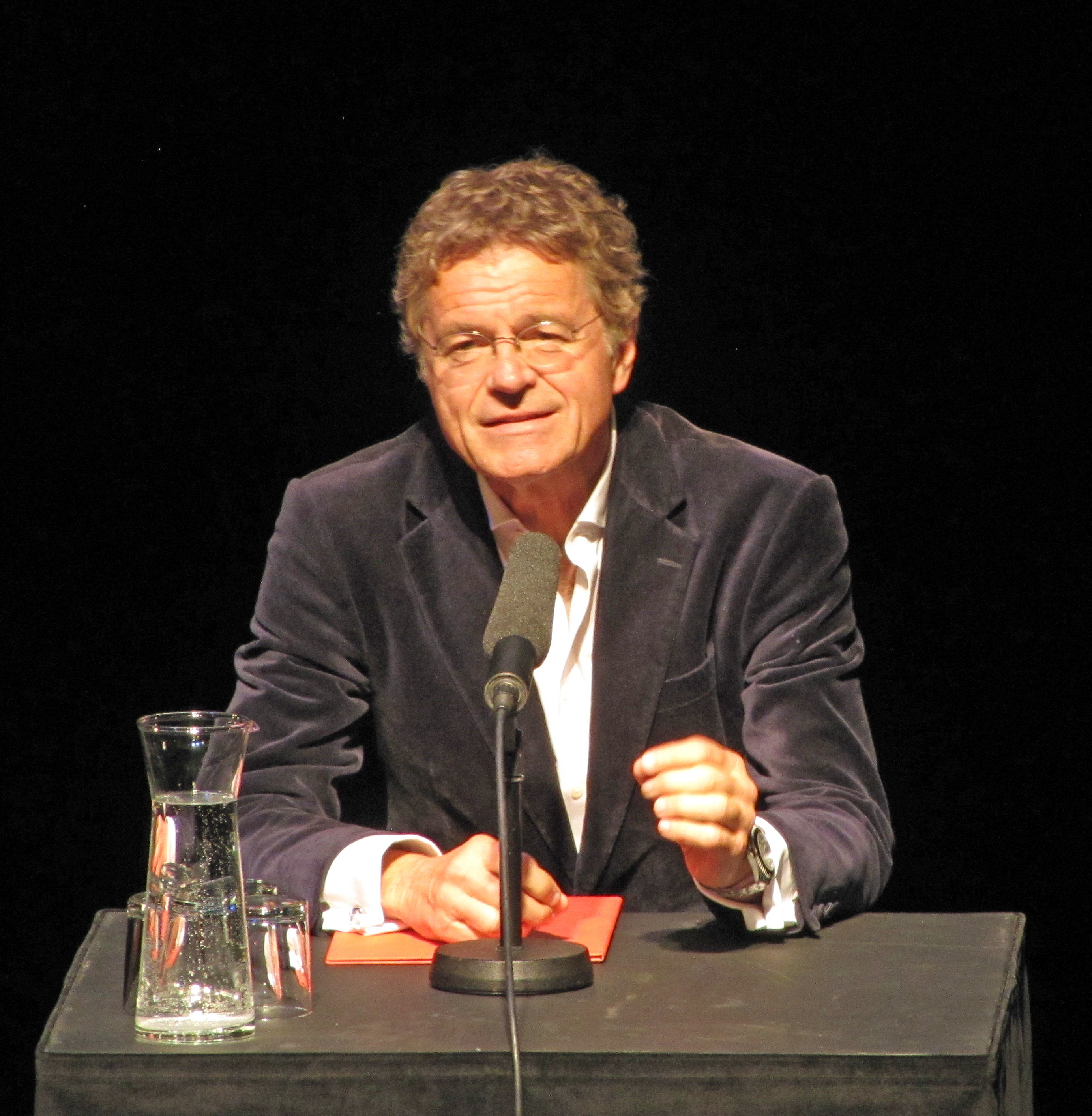
Alexander Skipis, 2005–2021 Hauptgeschäftsführer des Vereins (Foto: 2017)

Der Verein vertritt die Interessen seiner Mitglieder und fördert die Erfüllung der Aufgaben des herstellenden, des verbreitenden und des Zwischenbuchhandels. Sein Zweck ist nicht auf einen wirtschaftlichen Geschäftsbetrieb gerichtet. Hauptgeschäftsführer ist seit Januar 2022 der vorherige kaufmännische Geschäftsführer des Rowohlt Verlags Peter Kraus vom Cleff.

## Kulturelle und politische Aktivitäten
Der Börsenverein veranstaltet jährlich die Frankfurter Buchmesse. Seit 1950 verleiht er den Friedenspreis des Deutschen Buchhandels. Er ist ideeller Träger der Leipziger Buchmesse und verleiht hier den Leipziger Buchpreis zur Europäischen Verständigung.
Der Börsenverein verleiht unter anderem zur Frankfurter Buchmesse den Deutschen Buchpreis und den Deutschen Sachbuchpreis.
Der Bayerische Landesverband vergibt den Corine (Literaturpreis), der Hessische Landesverband den Preis Hessenbuch des Jahres.
Seit 1959 organisiert der Verein den Vorlesewettbewerb des Deutschen Buchhandels und seit 2001 den Wettbewerb „Ohr liest mit“.
Die Jury für den Alfred-Kerr-Preis wird vom Vorstand des Börsenvereins berufen.
Von 2008 bis 2021 prämierte der Börsenverein gemeinsam mit der Fritz Thyssen Stiftung, der VG Wort und dem Auswärtigem Amt geistes- und kulturwissenschaftliche Werke mit dem Preis „Geisteswissenschaften International“. Die Preisgelder dienten der Übersetzung der Werke ins Englische.
Zusammen mit der Deutschen Nationalbibliothek und den Städten Frankfurt am Main und Leipzig ist der Verein einer der Träger der Stiftung Buchkunst. Er war an der Errichtung der Deutschen Bibliothek in Frankfurt am Main beteiligt und ist hier aus historischen Gründen noch in Verwaltungsrat und Beirat vertreten. 1952 übernahm er die 1946 in Köln gegründete Buchhändlerschule, die heute mediacampus frankfurt heißt und ihren Sitz in Frankfurt-Seckbach hat. Der Börsenverein unterhält eine eigene Fachbibliothek zum Buchwesen und ein historisches Archiv und engagiert sich bei der Buchmarktforschung. Weiterhin fördert der Börsenverein die Kurt Wolff Stiftung, die unter anderem den Kurt-Wolff-Preis vergibt.
Auf politischer Seite vertritt der Verein eine offensive Politik im Bereich des Urheberrechts, hinsichtlich des ermäßigten Umsatzsteuersatzes, der Buchpreisbindung und der Mittelstandsförderung. Er befasst sich mit politischer Lobbyarbeit und verbandspolitischen Themen.
Seine Bibliothek und sein Historisches Archiv übergab der Börsenverein 2012 der Deutschen Nationalbibliothek zu deren 100. Jubiläum. Diese Bestände werden im Deutschen Buch- und Schriftmuseum der DNB in Leipzig mit denen der Leipziger Vorgängerinstitution zusammenführt.
2025 wurde der nach dem Buchhändler Friedrich Christoph Perthes benannte Friedrich-Perthes-Preis ins Leben gerufen. Erster Preisträger war der Literaturkritiker Denis Scheck.

## Wirtschaftsbetriebe des Verbandes
Politik und Wirtschaft sind im Verein getrennt. Die Wirtschaftsaktivitäten des Börsenvereins tätigt die Börsenverein des Deutschen Buchhandels Beteiligungsgesellschaft mbh (BBG). Diese Holding ist über die Gesellschafterversammlung und den Aufsichtsrat mit dem Börsenverein verbunden. Hier arbeiten die MVB Marketing- und Verlagsservice des Buchhandels GmbH und die Ausstellungs- und Messe-GmbH (AuM).

## Mitgliedschaften
Der Verein ist Mitglied in der Internationalen Verleger-Union (IVU), der Internationalen Buchhändler-Vereinigung (IBV), dem Europäischen Verlegerverband (FEP) und der European Bookseller Federation (EBF). Außerdem ist er Mitglied im MedienCampus Bayern, dem Dachverband für die Medienaus- und -weiterbildung in Bayern.